# سكوت وايت
سكوت وايت (بالإنجليزية: Scott White)‏ هو سياسي أمريكي، ولد في 8 يونيو 1970 في أولمبيا في الولايات المتحدة، وتوفي في 21 أكتوبر 2011 في مقاطعة كيتيتاس في الولايات المتحدة. حزبياً، نشط في الحزب الديمقراطي. وقد انتخب عضو مجلس نواب واشنطن.

## وصلات خارجية
- الموقع الرسمي